# 손휴
오 경황제 손휴(吳 景皇帝 중국어: 孫休, 병음: Sūn Xiū 쑨 시우[*], 235년 ~ 264년, 재위 258년 ~ 264년)는 오의 제3대 황제로, 자는 자열(子烈)이다. 손권(孫權)의 여섯 번째 아들이며, 어머니는 경희황후 왕씨(敬憘皇后 王氏)이다.

## 즉위 전
13세에, 중서랑(中書郞) 사자(射慈)와 낭중(郞中) 성충(盛沖)에게 학문을 배웠다.
태원 2년(252년) 정월, 형 폐태자 손화(孫和)가 남양왕(南陽王)에 임명되고, 손분(孫奮)이 제왕(齊王)에 임명될 때, 낭야왕(琅邪王)의 작위를 받고 호림(虎林)에 거주했다. 이해 4월에 손권이 죽고 폐제 손량(孫亮)가 즉위한 후, 제갈각(諸葛恪)이 왕자들을 강가의 요충지에 두지 않고자 하여 손휴를 단양(丹陽)으로 옮겼다. 그러나 단양태수(丹陽太守) 이형(李衡)의 침해를 받았으므로 글을 올려 다른 군으로 옮기기를 구해, 조서로써 회계(會稽)로 옮겼다. 회계태수(會稽太守) 복양흥(濮陽興)과 친교를 맺었다.

## 즉위 후
태평 3년(서기 258년) 10월, 손침(孫綝)은 폐제를 쫓아내고, 낭야왕을 황제로 세우고자 종정 손해와 중서랑 동조에게 낭야왕을 맞이하게 했다. 낭야왕은 처음에는 의심하고 받아들이지 않았으나, 손해와 동조의 설득을 받아들여 마침내 따라가 10월 18일에 즉위했다. 경제는 즉위 후 대사면을 실시하고, 연호를 영안으로 고쳤다. 이후, 손오의 황제로서는 유일하게 재위 기간에 연호를 한 번도 고치지 않았다. 또 손침을 승상·대장군에 임명하고, 손침의 네 동생을, 얼마 지나지 않아 손화의 세 아들을 모두 후로 삼았다. 이형은 경제가 즉위하자 두려워해 달아났는데, 복직시켰다. 손침과 그 네 아우의 권력이 심히 커 군주를 흔들 지경이었으므로, 경제는 두려워하여 자주 상을 주었다. 오래지 않아 손침이 역모한다는 보고가 들어왔으므로, 12월 8일에 경제는 심복인 좌장군 장포(張布)와 모의하여 손침을 주살하고 그 삼족을 멸했다.
11월 21일, 한 집안에서 다섯 사람이나 세 사람이 부역에 징집되었을 경우 한 사람을 남겨 조세와 군역을 면제케 하는 내용의 조서를 내렸다. 또 자신이 즉위할 때 맞아들인 신하들의 등급을 하나씩 올렸다. 손침을 주살하고서는, 학교를 세우고 시험으로 인재를 선발하며, 관리와 관리의 자제들을 교육시켜 시험을 보게 하고 등급을 매겨 상을 주게 하는 내용의 조서를 내렸다.
영안 3년(260년), 가을에 도위 엄밀의 건의를 받아들여 포리당을 만들었다. 여러 신하들은 많은 공을 들여도 이룰 수 있는 보장이 없다고 했지만, 태상·위장군 복양흥(濮陽興)만이 만들 수 있다고 하여 병사와 백성들을 동원하여 공사를 시작했다. 공사 비용은 헤아릴 수 없었고, 병사들이 죽거나 도망하거나 혹은 스스로 적살(賊殺)하여 백성들은 매우 원망했다.
영안 5년(262년), 8월 16일에 부인 주씨(주황후)를 황후로 세웠고, 19일에 아들 손완(孫𩅦)을 태자로 세웠다. 10월, 위장군 복양흥을 승상으로 임명하고, 장포에게는 궁궐의 부서를 맡기고 복양흥은 군사와 행정을 담당하게 하고, 자신은 정무에서 옮겨 학문에 힘쓰고자 했다. 그리하여 박사좨주 위소(韋昭), 박사 성충(盛沖)과 토론하고자 했으나, 위소와 성충이 자신의 과실을 드러낼 것을 꺼린 장포가 황당한 이유를 들어 반대했다. 경제는 장포의 잘못을 지적하고 장포를 원망했으나, 장포가 사죄하고 장포의 의심을 사는 것을 꺼려 결국 이 일을 작파하고 위소와 성충을 궁으로 들이지 않았다.
영안 6년(263년) 5월, 위나라에서 오나라의 우방 촉나라를 공격했고, 촉나라는 10월에서야 이를 알렸다. 이에 정봉에게는 수춘으로, 유평에게는 별도로 시적과 함께 남군으로 진격해 위나라의 관심을 돌리는 한편, 정봉과 손이는 면중으로 진격해 촉한을 구원하게 했다. 그러나, 11월 한황제 유선이 위나라 장군 등애에게 항복하여 촉한은 멸망했다.
영안 7년(264년), 장수들을 보내어 촉으로 쳐들어가, 파동 수비대장 나헌(羅憲)을 공격했다.

## 사망과 그 이후
7월, 30세의 젊은 나이로 요절하였고, 손화의 아들이며 손휴의 조카인 오정후 손호(孫皓)가 즉위하였다. 이후 손완은 예장왕(豫章王)에 봉해졌으나, 손호가 손완을 포함한 손휴의 아들들을 모두 죽였다.

## 기타
행정 구역 일부를 바꾸어, 회계군을 나누어 건안군을 신설했고, 무릉군을 나누어 천문군을 신설했고, 의도군을 나누어 건평군을 신설했다.

## 가계
- 손휴는 사람들이 자신의 아들들의 이름을 피휘하는 번거로움을 없애기 위하여, 이름자를 새로 만들었다.[6]
  - 장남: 완(중국어: 𩅦, 병음: Wan 완[*]), 차남: 굉(중국어: 𩃙, 병음: Gong 궁[*]), 삼남: 망(중국어: 壾, 병음: Mǎng 망[*]), 사남: 보(중국어: 𠅨, 병음: Bao 바오[*])이다.
- 손강 · 손정의 계보는 각 항목을 참조할 것.

## 기년
| 경제        | 원년            | 2년        | 3년        | 4년        | 5년        | 6년        | 7년        |
| ----------- | --------------- | ---------- | ---------- | ---------- | ---------- | ---------- | ---------- |
| 서력 (西曆) | 258년           | 259년      | 260년      | 261년      | 262년      | 263년      | 264년      |
| 간지 (干支) | 무인(戊寅)      | 기묘(己卯) | 경진(庚辰) | 신사(辛巳) | 임오(壬午) | 계미(癸未) | 갑신(甲申) |
| 연호 (年號) | 영안(永安) 원년 | 2년        | 3년        | 4년        | 5년        | 6년        | 7년        |

## 같이 보기
- 삼국지 인물 목록
- 중국의 군주 목록